# Bohordo
Bohordo (del francés bohort) es el junco de la espadaña; aunque en uso botánico moderno su uso se extiende al tallo herbáceo y sin hojas que sostiene las flores y el fruto de algunas amarilidáceas, como el agave, liliáceas, como el lirio, etc.
También se denomina "bohordo" a la lanza corta, varita o caña de unos seis palmos de largo y de cañutos muy pesados, recta y limpia que se utilizaba en los antiguos juegos de cañas y ejercicios de la jineta. 
El primer cañuto delantero se llenaba de arena o de yeso cuajado para que nos se torciese y estuviese más pesada a fin de poder arrojarla. Existieron diferentes tipos de bohordos y algunos se utilizaban en la guerra como armas arrojadizas llegando a causar heridas mortales.
Con los nombres latinos de bufurdium o bohordicum y el galaico-portugués de bafordo, se denominaba a ciertos torneos medievales.